# Самношк
Самношк, самнорск, «общий норвежский» (нор. Samnorsk) — планировавшаяся языковая норма и языковая политика Норвегии, имевшая место в 1950-х и 1960-х годах.

## Описание и история
Цель политики состояла в том, чтобы создать общий норвежский язык, объединив два официальных языка: букмол и нюношк.
Слово «самношк» впервые было использовано Арне Гарборгом в 1877 году, но традиционно популяризатором этого слова считается профессор Мольтке Мо из-за статьи 1909 года, в которой он его впервые использовал.
Самношк был массово отвергнут населением, а противники проводимой политики организовали «Движение родителей против Самношка». В 1950-х годах Самношкский спор был одним из важнейших и ожесточённых политических вопросов в Норвегии. В наши дни норвежские власти официально больше не принимают идею Самношка.
Лингвистические реформы (1981, 2003) либерализовали официальный букмол и снова приблизили его к риксмолу.
Самношк до сих пор упоминают в уничижительном смысле с помощью термина «радикальный букмол», содержащий нюношкские или диалектные выражения.